# 旭町 (基隆市)

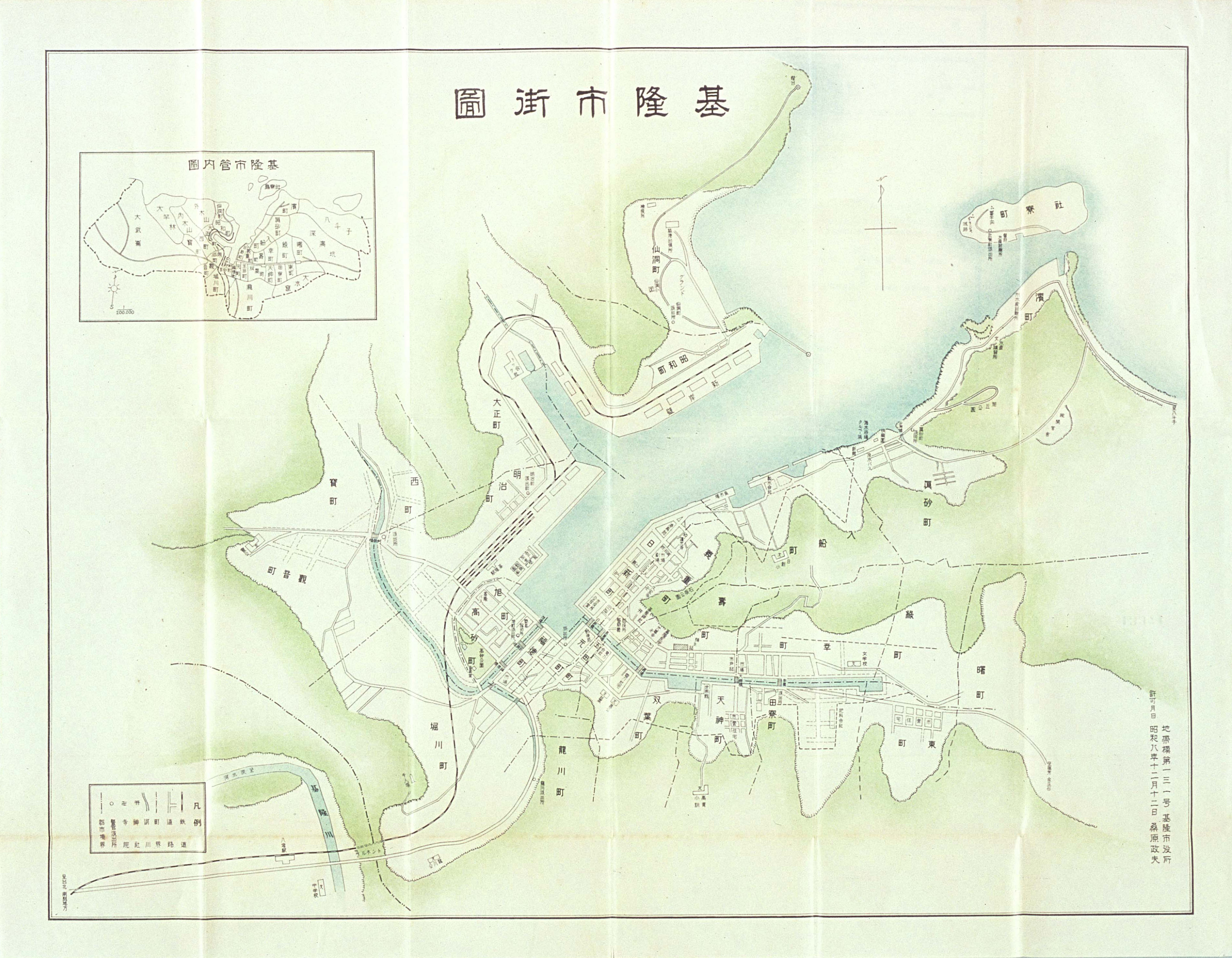
基隆市街圖

旭町為台灣日治時期臺北州基隆市的一個町，分為一至三丁目，於基隆市自昭和6年（1931年）10月1日實施町名改正後設置，位於旭橋通（又稱朝日橋通，今忠一路）至基隆車站一帶，町名取自「旭橋」；當地原屬於基隆市大字基隆的媽祖宮口、新店和罾子寮。
旭町約為現今地籍海濱段的範圍，約為仁愛區新店里和文昌里。

## 町內設施
一丁目
- 櫻組基隆出張所
- 基隆通關株式會社
- 三井物產株式會社基隆派出所
- 張東隆商事株式會社基隆支店
- 朝日組基隆出張所

二丁目
三丁目
- 臺灣日日新報基隆支局
- 基隆炭礦株式會社
- 臺灣總督府植物檢查所
- 波止場郵便局
- 陸軍運輸部
- 旭町警察官吏派出所